# 影园
影园是苏州的私人园林，由苏州老中医彭昭亮设计、建设，初建于1972年，历经四次改建。

## 历史
彭昭亮（1920年—2020年），祖籍江阴，自幼学医，后在苏州陆慕卫生院工作。1970年代，彭昭亮用自己的半亩自留地换得陆慕老街的一亩临水之地，1972年初步建成房屋三间，彭昭亮命名为柳堤村舍。1972年苏州画家王西野来访，以园内水中倒影风景，建议以影为名。1982年，书法家吴进贤以隶书题写“影园”两字，刻石于影园门额。1980年代因周围城市建设，影园建起了四面围墙。1996年增建房屋两间。2018年起，影园周围建筑陆续拆迁。2023年2月，彭昭亮之子彭建东签字同意影园拆迁。影园的拆迁受到文物保护人士的关注，4月，政府暂停拆迁工作。5月，苏州相城区委宣传部微信公众号“今日相城”发布消息，宣布已决定保留影园。

## 扩展阅读
- 田建新《影园》
- 苏州这座独一无二的私人自建园林，或将被拆 （页面存档备份，存于）
- 姑苏集16|影园的背影——关于一座当代园林的抢救性研究与思考 （页面存档备份，存于）